# Tanacetopsis czukavinae
Tanacetopsis czukavinae là một loài thực vật có hoa trong họ Cúc. Loài này được Kovalevsk. & Junussov miêu tả khoa học đầu tiên năm 1986.